# David Malpass
David Robert Malpass (ur. 8 marca 1956 roku w Petoskey) – amerykański ekonomista, w latach 2019–2023 prezes Banku Światowego.

## Wykształcenie
Ukończył fizykę na Colorado College w 1976 roku, następnie w 1978 uzyskał tytuł MBA na Uniwersytecie w Denver. Studiował również ekonomię międzynarodową w Szkole Służby Zagranicznej Uniwersytetu Georgetown.

## Kariera
Był asystentem sekretarza skarbu za czasów prezydentury Ronalda Reagana, w późniejszych latach zastępcą sekretarza stanu w czasie prezydentury George'a H.W. Busha. Pełnił również przez sześć lat funkcję głównego ekonomisty w Bear Stearns. Podczas wyborów prezydenckich w USA w 2016 roku Malpass był doradcą ekonomicznym Donalda Trumpa, a po jego wyborze na prezydenta USA, został nominowany  na stanowisko podsekretarza skarbu ds. międzynarodowych w Departamencie Skarbu. Na prezesa Banku Światowego został wybrany 4 kwietnia 2019 roku, po nominacji na to stanowisko dwa miesiące wcześniej przez administrację Trumpa. Oficjalnie objął urząd 9 kwietnia 2019 roku. W lutym 2023 ogłosił, że ustąpi z funkcji prezesa, jego kadencja zakończyła się 1 czerwca 2023.